# Водозбірний басейн

Схематичне зображення басейну річки. Синіми лініями показано водостіки, коричневою пунктирною лінією — межу басейну.

Водозбі́рний басе́йн, водозбі́р, сто́чище — частина суходолу, обмежена вододілом, з якої відбувається природний стік води в річку (річкову систему), озеро чи іншу водойму. Також визначають водозбірний басейн як частину суші з доцентровою системою схилів і стоку. Розрізняють поверхневий і підземний водозбори.

## Поверхневі та підземні водозбори
Басейн кожної річки (аналогічно — озера, моря) складається з поверхневого та підземного водозборів.
Поверхневий водозбір — це ділянка суходолу, з якої надходять води в дану річкову систему або певну річку. Підземний водозбір утворюють товщі пухких відкладів, з яких вода надходить до річкової мережі. Зазвичай поверхневий і підземний водозбори не збігаються.
Оскільки визначити межі підземного водозбору практично неможливо, величина річкового басейну визначається поверхневим водозбором. Помилки внаслідок умовного ототожнення розмірів річкового басейну і поверхневого водозбору можуть бути суттєвими тільки для малих річок, а також для більших річок, коли геологічні умови забезпечують добрий міжбасейновий водообмін (наприклад, за умови розвитку карсту).
Межу між суміжними басейнами річок називають вододілом.

## Основні характеристики басейну
До основних характеристик басейну річки, крім його площі, належить довжина, пересічна на найбільша ширина, похил, пересічна висота та коефіцієнт асиметрії басейну.

## Стічні та безстічні басейни
Розрізняють стічні та безстічні басейни. Безстічними називаються області внутрішньоматерикового стоку, позбавленого зв'язку через річкові басейни з океаном. Такі басейни можуть значно різнитися за формою і розмірами залежно від географічного розташування, рельєфу і геологічної будови місцевості. Безстічний басейн, для прикладу, має Волга, яка впадає в Каспійське море, яке насправді є озером. Стічні басейни утворюють, зокрема, Дніпро, Амазонка.

## Басейни приток
Притоки мають свої невеликі басейни, які в сумі становлять площу басейну головної річки.

## Басейни найбільших річок України

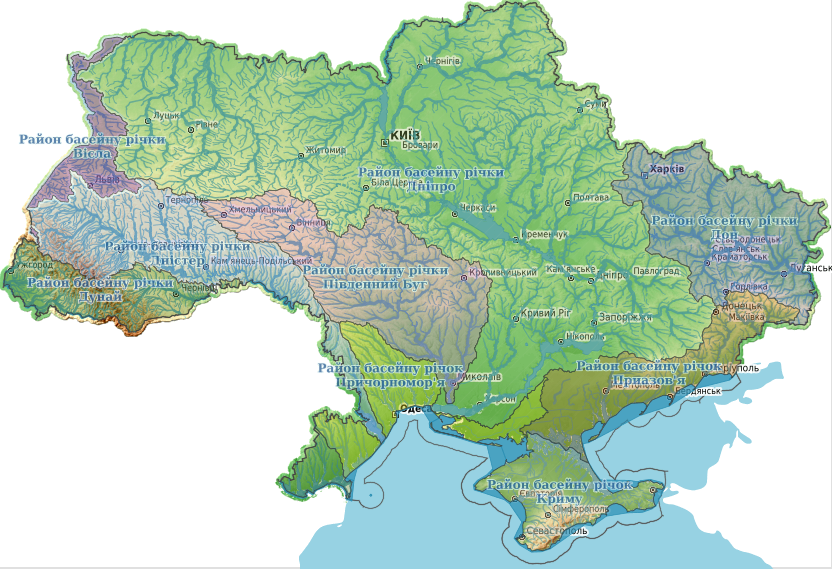
Річкова мережа і межі головних річкових басейнів України

Нижче подано площі басейнів найбільших річок України (у межах держави) — в тис. км²:
- Дніпро — 286,
- Дністер — 72,1,
- Дунай — 64,
- Південний Буг — 63,7,
- Сіверський Донець — 54,9,
- Західний Буг — 10,1.
- Див. також Гідрографічне районування України[4]

### Басейни морів
Територія водозбірного басейну Чорного та Азовського морів у кілька разів перевищує площу поверхні самих морів. Ця територія розподілена сімнадцятьма державами (серед яких і Україна). Уряди цих країн на політичному рівні є партнерами України у природоохоронному співробітництві. Передусім це прибережні країни — Російська Федерація, Грузія, Туреччина, Болгарія, Румунія.